# Rogersville (Tennessee)
Rogersville è una città statunitense dello stato del Tennessee, appartenente alla Contea di Hawkins, della quale è la capitale. Deve il suo nome al pioniere di origine irlandese Joseph Rogers, fondatore della città.